# Madeleine de Scudéry

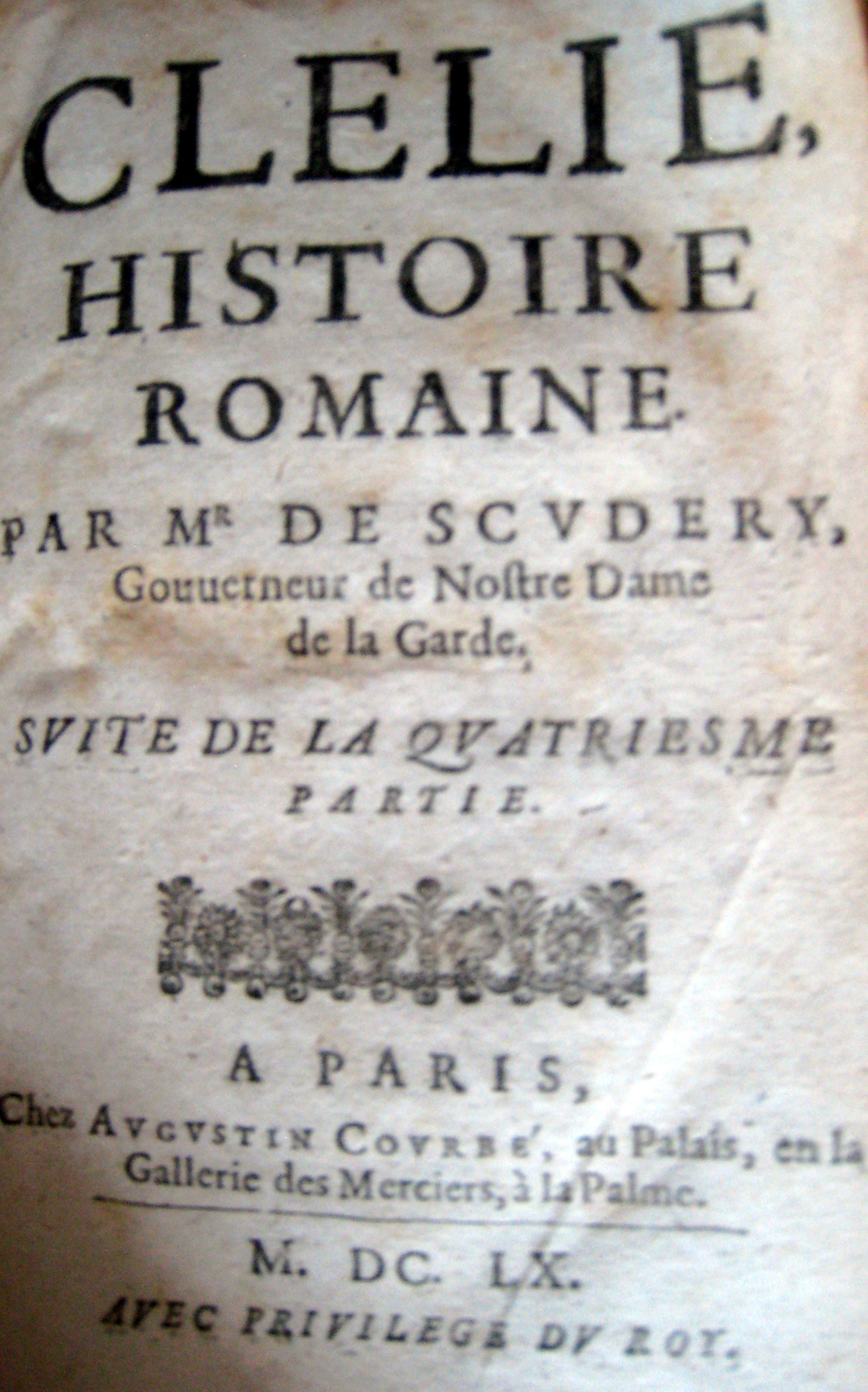
Dílo: Clelie, histoire romaine

Madeleine de Scudéry (15. listopadu 1607 Le Havre – 2. června 1701 Paříž) byla francouzská spisovatelka. Významná představitelka barokní literatury.

## Život

### Mládí
Osiřela ve věku šesti let a vychovával ji strýc, který byl církevní hodnostář. Učila se literatuře, tanci a hudbě a seznámila se s vlivnými osobami na královském dvoře. Strýc jí jako vlivný dvořan během panování tří králů umožnil vstup do kroužku Madame de Rambouillet. Ubytovala se v Hôtel de Rambouillet, kde se kolem roku 1630 stala stálou členkou tohoto kroužku. Natrvalo se spolu se svým bratrem Georgesem usadila v Paříži kolem roku 1640. Měla možnost dělat vychovatelku dvěma neteřím kardinála Mazarina.
V období let 1644 až 1647 žila v Marseille, doprovázela zde svého bratra Georgese, který tam dostal funkci guvernéra pevnosti. Po tomto období se vrátila zpět do Hôtel de Rambuillet v Paříži.

### Literární salon

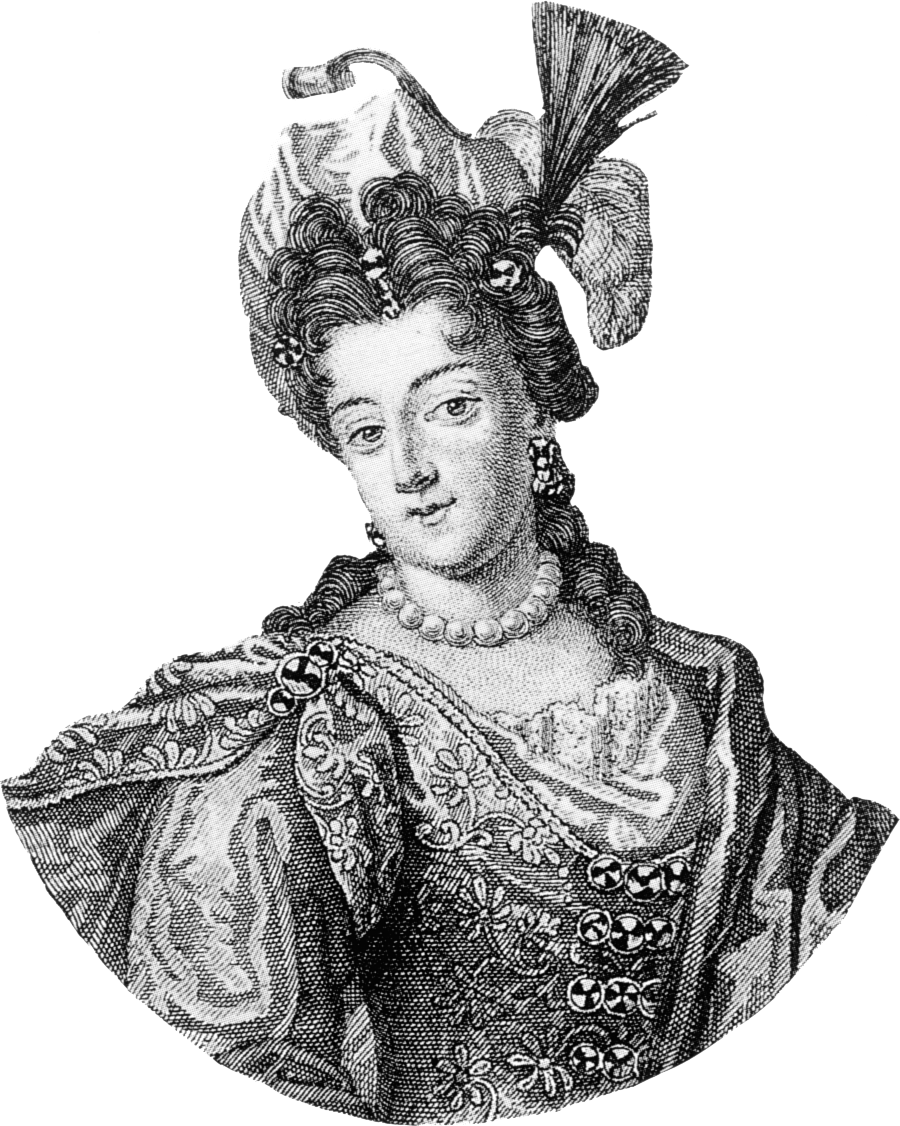
Madeleine de Scudéry

Madeleine si dala podle dobového stylu 17. století přezdívku Sapfó podle známé antické autorky. Stala se členkou salonu Catherine de Rambouillet a zároveň obyvatelkou hôtel Rambouillet až do roku 1652, kdy opustila tuto budovu a založila si vlastní literární salon. Ten dlouho udával tón v hnutí tzv. preciózek, mezi nimiž byla jednou z jejich nejslavnějších představitelek. Většina celebrit tehdejší doby pravidelně navštěvovala soboty u slečny de Scudéry, kde se vedly erudované literární a galantní rozhovory. Návštěvníci si dávali přezdívky. Do užšího kroužku pravidelných hostů „Société du Samedi“ (Sobotní společnosti) patřily Madame de La Fayette, Madame de Sévigné, Charles de Sainte-Maure, vévoda de Montausier s manželkou, François de La Rochefoucauld, Valentin Conrart, Jean Chapelain, Simon Arnauld de Pomponne a Paul Pellisson. Salón se nacházel ve čtvrti Le Marais, na bulváru du Temple, později v Rue de Beauce.

### Literární dílo
V roce 1642 se zúčastnila tvorby díla „Recueil des femmes illustres“, hlavně na části „L'épitre aux Dames“. Doprovázela svého bratra do Marseille, kde vykonával funkci guvernéra v letech 1644-1647. Často psala pod jeho jménem bratra (tedy Georges de Scudéry), který nikdy neváhal vzít na sebe autorství velkého množství její tvorby. Byla autorkou úspěšných tzv. klíčových románů. V románech psala o skutečných historických postavách pod jinými literárními jmény, například o panu de Condé nebo madame de Longueville. Přenášela často dobovou mondénní společnost do období antiky, například: „Ibrahim ou l'Illustre Bassa“ (4 díly, 1642); „Artamène ou le Grand Cyrus“ (1649 - 1653) - nejdelší román ve francouzské literatuře (10 částí); „Clelia, histoire romaine“ (10 částí, 1654 - 1660); „Almahide ou l'esclave reine“ (8 částí,1660); „Mathilde d'Aguilar, histoire espagnole“ (1667).

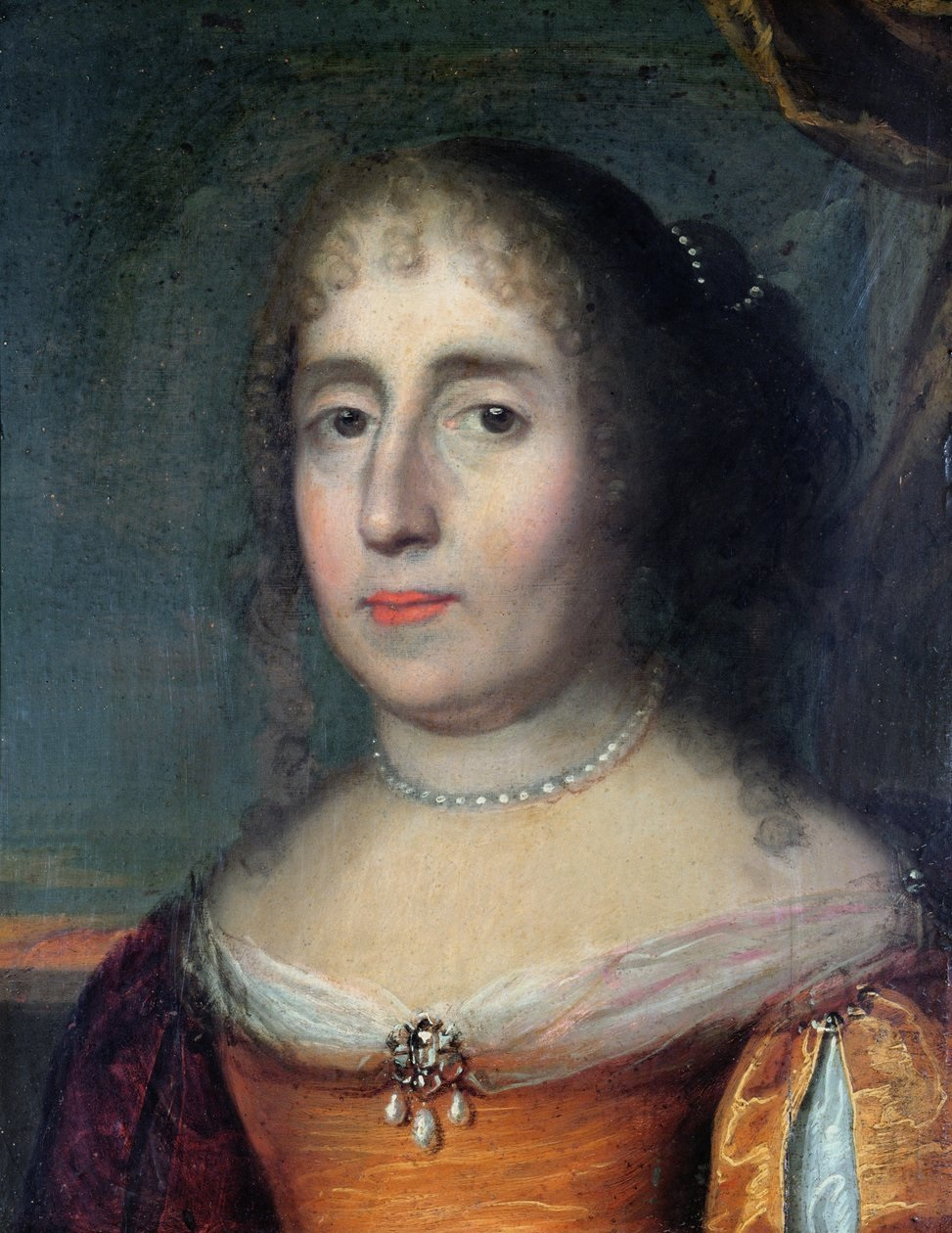
Portrét ve stáří

Její tvorba byla místem rafinovaných analýz vnitřního života postav. Popisovala do té doby v literatuře pomíjené emoce - melancholii, nudu, neklid a sklon k úniku do sladkých představ, což ovlivnilo například Rousseaua. Její texty se staly návodem na chování v elegantní společnosti. Představily vizi idealizované lásky a vykreslily poetizovaný obraz mondénní společnosti. V románu „Clelia, histoire romaine“ autorka vytvořila slavnou „Carte de Tendre“, tedy „mapu citů“, jakousi „galantní geografii“. K tomu ji inspiroval abbé d'Aubignac.

## Názory
Madeleine a její názory na manželství byly v souladu s jejím životem preciózky. V románu „Artamène ou le grand Cyrus“ vyjádřila odpor vůči vynuceným manželstvím prostřednictvím osudu ženské postavy Sapfo, která zachází až tak daleko, že říká, že instituce manželství je tyranií. V tomto bodě se Madeleina ztotožnila s postavou románu a nikdy se neprovdala. Dílo je považováno některými literárními kritiky za první moderní román.
Vyjádřila v něm i politické názory, které měly blízko ke šlechtickému hnutí Fronda.
Zároveň konstatovala, že ženy v její době mají právo využívat své nadání jen z důvodu intelektuálního a jedině v soukromém životě. Převedla příběh Grande Mademoiselle (dcera Gastona Orleánského) během frondy do antického království Sarmatů - Amazonek.
Spolu s Pellissonem, s nímž udržovala velmi důvěrný vztah, názorově ovlivňovala Jeana de La Fontaine a Molièra, který ji pak zesměšnil pod jménem Magdelon v divadelní hře „Směšné preciózky“ (1659) a také ve hře „Učené ženy“ (1672).
Její politické sympatie pro prince Condé, který se vzbouřil proti majestátu nedospělého Ludvíka XIV., se později zcela otočily a proměnily v obdiv k Ludvíku XIV., který neměl daleko k pochlebenství.
Scudéry získala značnou finanční podporu, která jí umožňovala pokračovat ve svém díle. Kardinál Mazarin jí odkázal v závěti penzi, také kancléři Boucher a de Ponchartrain pokračovali v její podpoře. Král jí daroval v roce 1683 na přímluvu madame de Maintenon jednorázovou podporu 2 miliony franků.
Stala se první ženou, jejíž udělila Francouzská akademie cenu za výřečnost. Byla i členkou Akademie Ricovrati. Skonala v Paříži ve věku 93 let, na svou dobu velmi vysokém.

## Odraz v literatuře
Madeleine de Scudéry je hlavní hrdinkou známé povídky E. T. A. Hoffmanna Slečna ze Scudéry (Das Fräulein von Scuderi); ta je považována za první německou detektivní povídku a slečna ze Scudéry v ní působí jako detektivka. Povídka byla mnohokrát zfilmována a Paul Hindemith podle ní napsal operu Cardillac.